# Ben Johnsons dopingspel
Ben Johnsons dopingspel är ett kortspel uppfunnet av spelkonstruktören och spelexperten Dan Glimne. Spelet är inspirerat av den uppmärksammade 100-metersfinalen vid de olympiska spelen i Seoul 1988, då kanadensaren Ben Johnson vann på världsrekordtid men sedan avslöjades som dopad. 
I detta kortspel, som spelas med en vanlig fransk-engelsk kortlek, spelar deltagarna ut kort som ska representera en tid på ett tänkt 100-meterslopp. Ju bättre tid desto fler poäng, här i form av ”sponsorkontrakt”. Spelarna har sedan möjlighet att anklaga varandra för ”dopning”. Utfallet av dopningsprovet avgörs av andra spelade kort, och ett positivt prov innebär poängförlust.